# سمعان العواد
سمعان العواد، هو بطريرك أنطاكية الماروني الحادي والستون في حبرية استمرت ثلاث عشرة عامًا من 1743 وحتى 1756. ولد في حصرون وانخرط في سلك الكهنوت باكرًا ودرس في روما بين 1696 و1707؛ وغدا أسقفًا على دمشق عام 1716، رقّاه عمّه البطريرك يعقوب عوَّاد. بعد وفاة البطريرك عقدت مجموعتان من الأساقفة اجتماعين منفصلين نتج عنهما بطريركان منفصلان للطائفة، غير أن البابا بندكت الرابع عشر قضى بعدم شرعية الانتخاب واختار سمعان العواد بطريركًا، فقبل الأساقفة بالاختيار البابوي. له عدة مؤلفات دينية منها كتاب النجاة، ورقى أحد عشر كاهنًا إلى درجة الأسقفية، وعقد مجمع قنوبين عام 1755 لمتابعة تطبيق المجمع اللبناني وأقام في دير مشموشة.